# Костша (Нижньосілезьке воєводство)
Костша (пол. Kostrza, нім. Häslicht) — село в Польщі, у гміні Стшеґом Свідницького повіту Нижньосілезького воєводства.
Населення — 717 осіб (2011).
У 1975-1998 роках село належало до Валбжиського воєводства.

## Демографія
Демографічна структура станом на 31 березня 2011 року:
|          | Загалом | Допрацездатний вік | Працездатний вік | Постпрацездатний вік |
| -------- | ------- | ------------------ | ---------------- | -------------------- |
| Чоловіки | 343     | 67                 | 254              | 22                   |
| Жінки    | 374     | 76                 | 200              | 98                   |
| Разом    | 717     | 143                | 454              | 120                  |

## Галерея

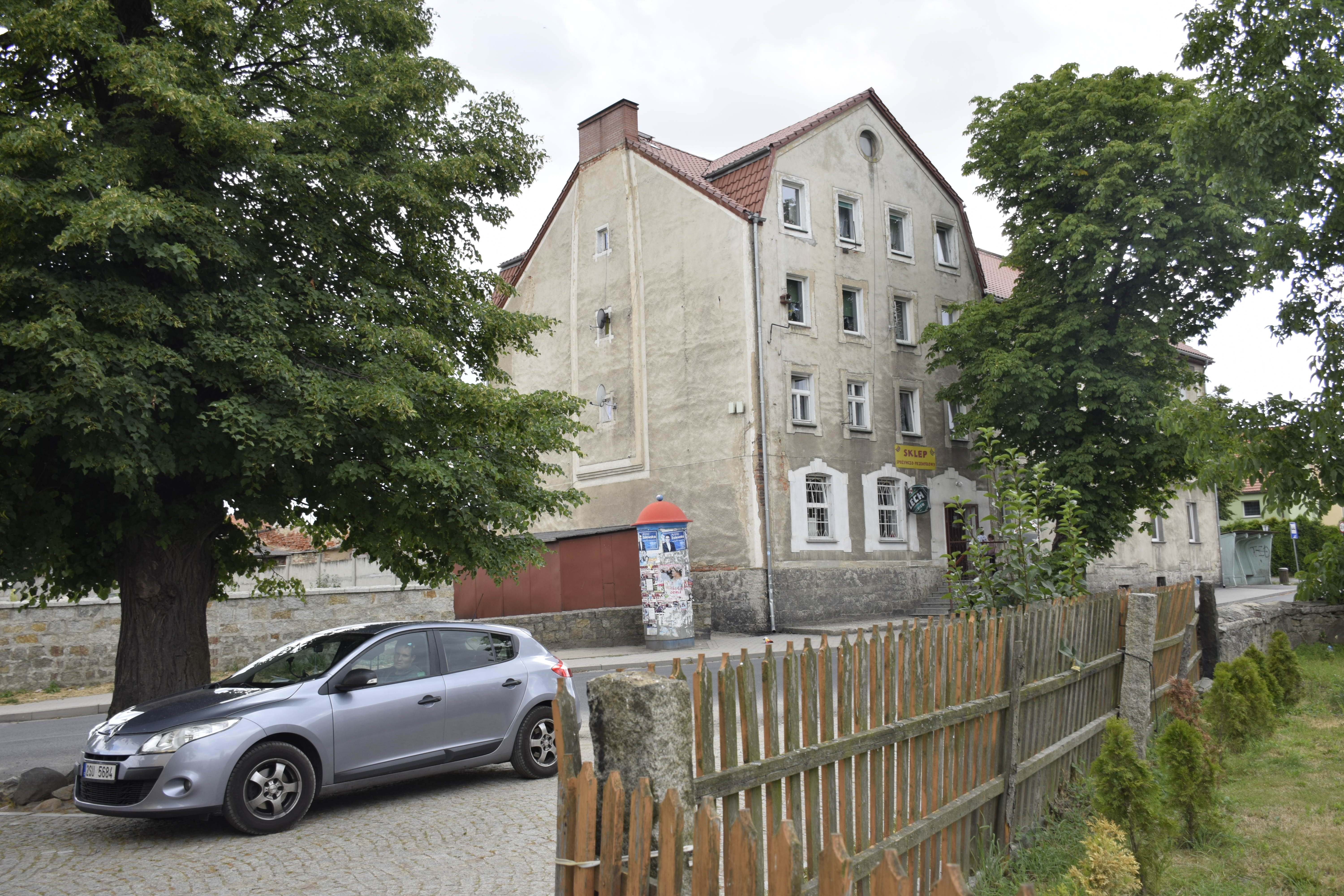
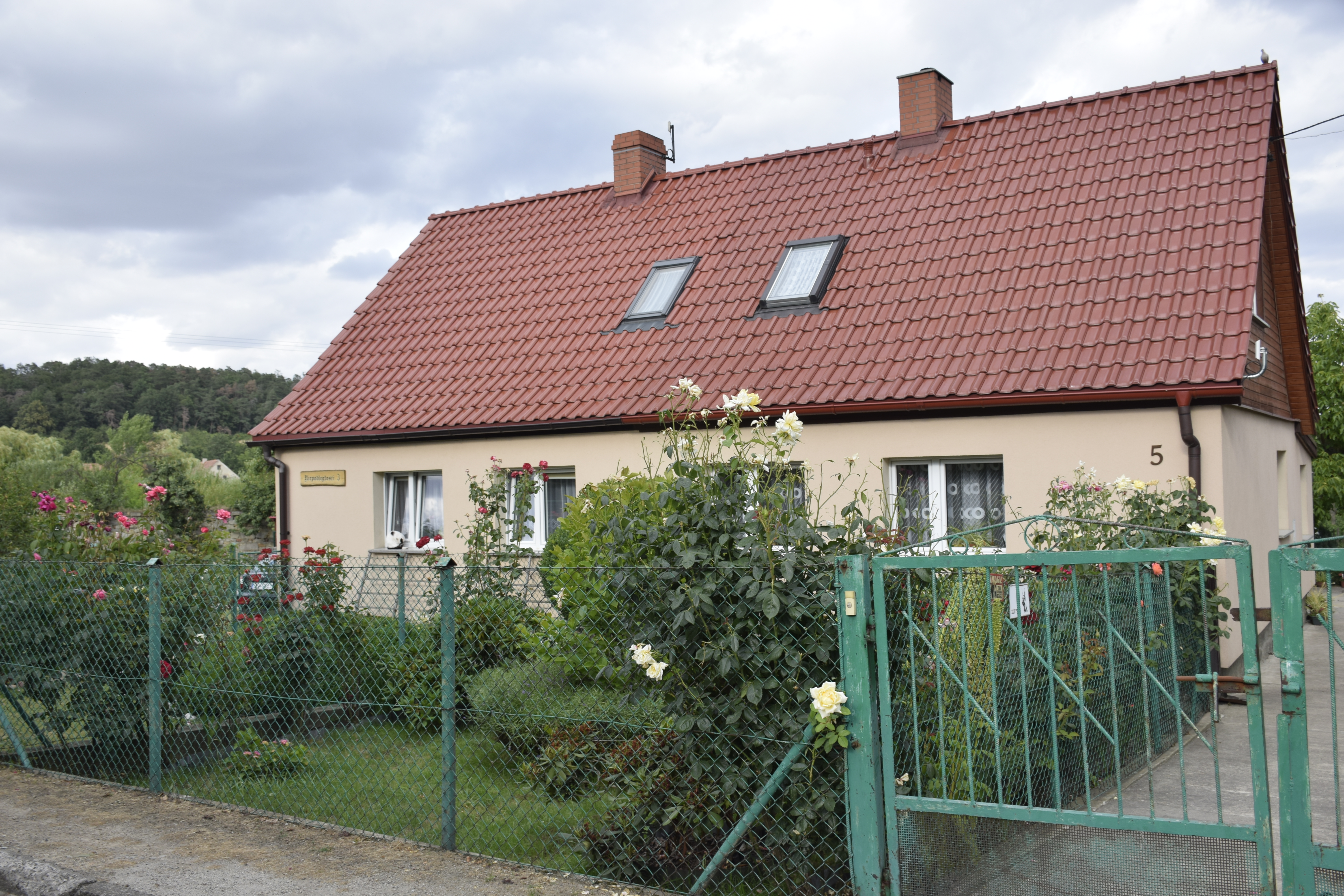
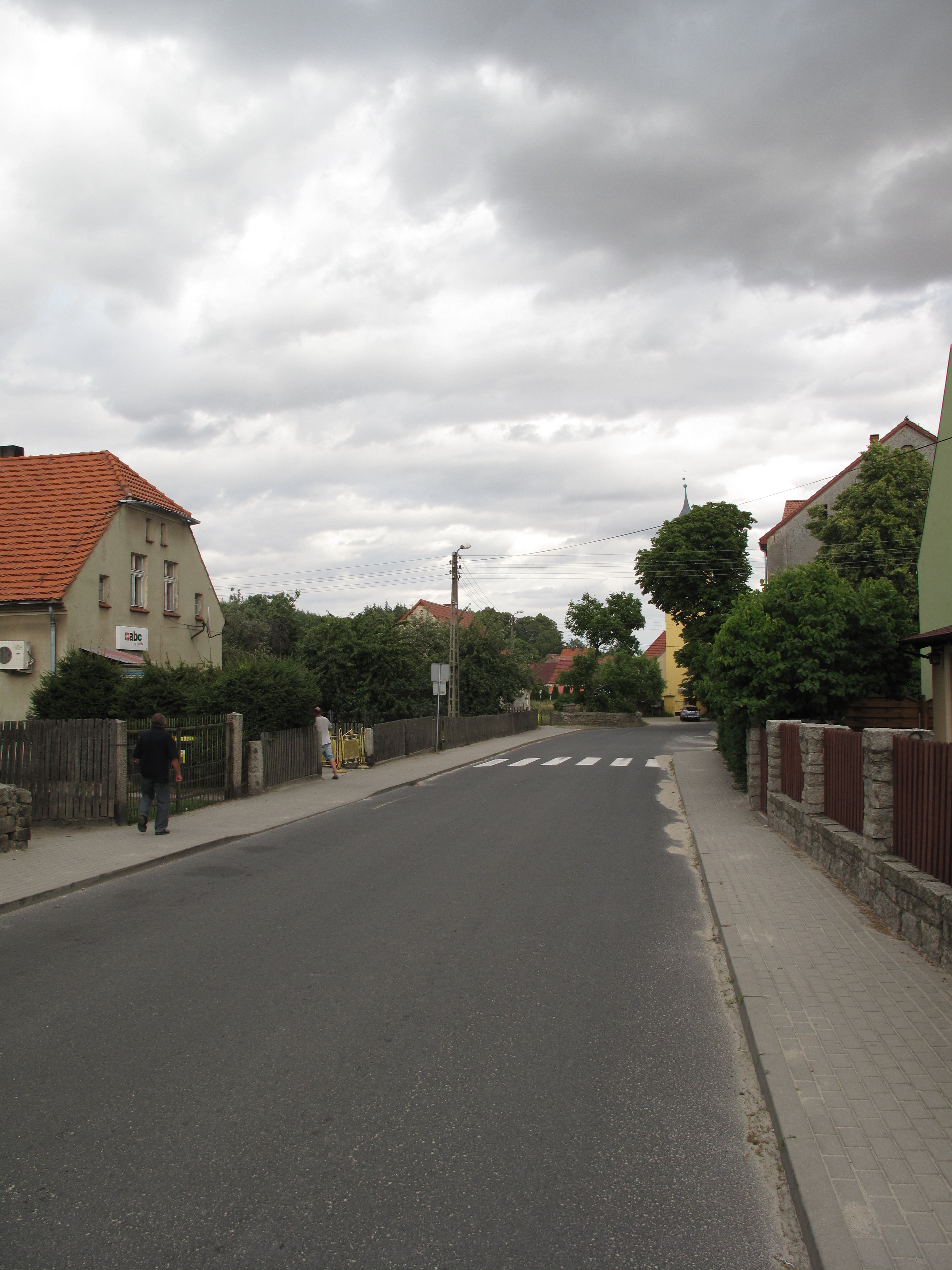
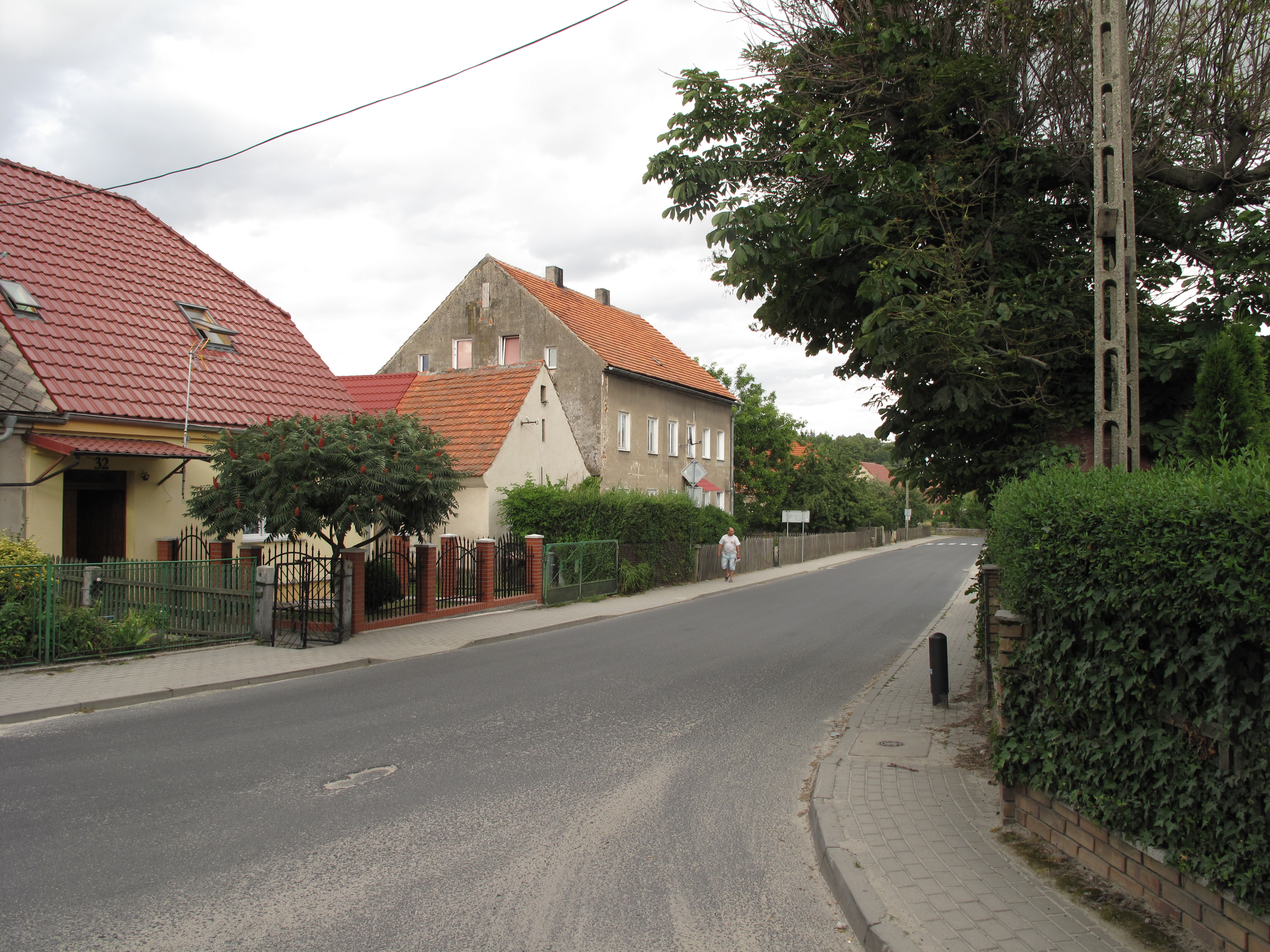